# Johnny Nierynck
Johnny Nierynck (7 januari 1973) is een Belgisch voormalig voetballer en huidig voetbaltrainer. 
Nierynck speelde in de jeugd bij SV Bredene en KV Oostende waar hij ook sinds 1992 als verdediger in het eerste elftal speelde. Van 2000 tot 2005 speelde hij voor Cercle Brugge. Na zijn spelersloopbaan was hij trainer van Spermalie en SV Bredene. In het seizoen 2010-2011 was hij beloftentrainer bij KV Oostende. Vanaf 2011 was hij trainer van vierdeklasser KBS Poperinge. Door de alliantie met KVK Ieper viel Nierynck uit de boot als trainer van de nieuwe alliantieclub KVK Westhoek. Het seizoen 2013/14 was hij trainer bij tweedeprovincialer KSV Bredene. Op 11 september 2014 verving hij Allan Deschodt, die ontslagen werd bij KVK Westhoek. In 2021 is hij als trainer aan het werk bij KSK Oostnieuwkerke.